# 阿利舍耶沃區

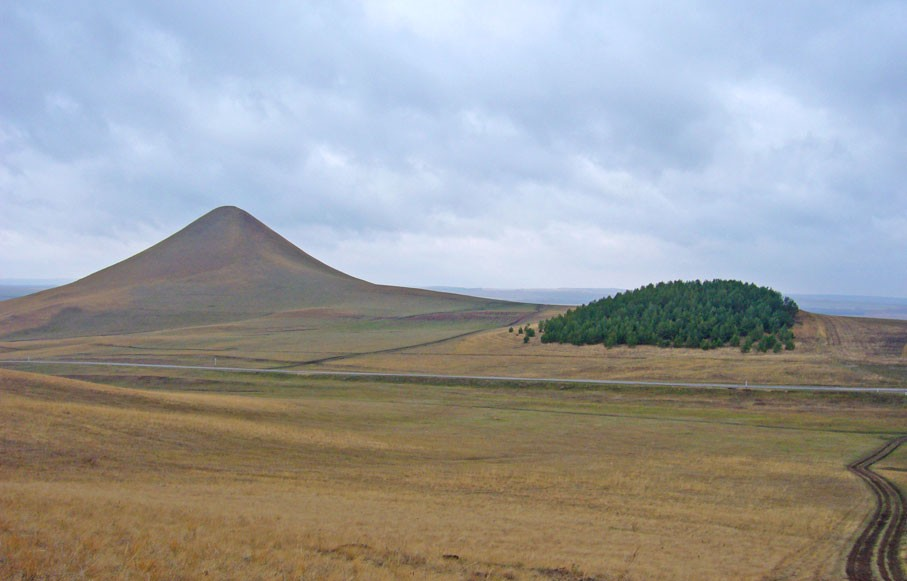

54°01′N 54°57′E / 54.017°N 54.950°E
阿利舍耶沃區（俄语：Альшеевский район），是俄羅斯的一個區，位於該國西南部，由巴什科爾托斯坦共和國負責管轄，始建於1935年1月31日，面積2,415平方公里，2010年人口43,647，人口密度每平方公里18.07人。